# Federación Deportiva Nacional de Tabla
La Federación Deportiva Nacional de Tabla (FENTA, por sus iniciales) es la representante del Perú a nivel internacional de todos los deportes relacionados al uso de una tabla para surcar olas, por ejemplo, el surf. Organiza el Campeonato Nacional de Surf y se encarga de fomentar, desarrollar y fomentar dichas disciplinas dentro del país.
Sus oficinas centrales se encuentran ubicada en la ciudad de Lima, en el distrito de Cercado de Lima.
Su actual presidente es Eduardo Cáceres Guiflean y se encuentra afiliada al Instituto Peruano del Deporte, así como también a la International Surfing Association y la Asociación Panamericana de Surf. También es reconocida por la Asociación Latinoamericana de Surf.